# Usambilla olivacea
Usambilla olivacea är en insektsart som beskrevs av Sjöstedt 1909. Usambilla olivacea ingår i släktet Usambilla och familjen Lentulidae. Inga underarter finns listade i Catalogue of Life.